# ماوگوژاتا گبل
ماوگوژاتا گبل (لهستانی: Małgorzata Gebel؛ زادهٔ ۳۰ نوامبر ۱۹۵۵) بازیگر اهل لهستان است.
از فیلم‌ها یا برنامه‌های تلویزیونی که وی در آن نقش داشته‌است، می‌توان به ترانس‌آتلانتیس و رزا لوکزامبورگ اشاره کرد.